# 이육 (1914년)

## 개요
이육(李堉, 1914년 7월 3일 ~ 1916년 1월 22일)은 이태왕의 여덟번째 아들이다. 생모는 광화당 이씨이다.
이육 황자를 낳은 어머니 귀인 이씨는 광화당(光華堂)이라는 당호를 받았다. 이육은 뇌수막염을 앓아 건강이 나빴으며 사망하던 날 새벽 고종과 광화당 이씨가 간병중 잠시 눈을 붙이러 자리를 비운 그 찰나에 숨져 모두를 안탑갔게 하였다. 묘는 경기도 청량리에 매장되고 그곳에서 장사지냈다.

## 가족 관계
할아버지: 흥선대원군
아버지:이태왕
어머니:광화당 이씨
이복 형:완화군
이복 형:순종 (대한제국)
이복 형:의친왕
이복 형: 의민태자
이복 누나:덕혜옹주

## 생애
1914년 이태왕과 귀인 이씨 사이에서 태어났으며 육(堉)이란 이름을 받았다. 이육 황자를 낳은 어머니인 귀인 이씨는 광화당(光華堂)이라는 당호를 받았다. 그러나 생후 18개월이 지난 1916년에 갑자기 조졸하였다. 묘는 경기도 청량리에 매장되고 그곳에 장사지냈다.